# Ghiacciaio Willis
Il ghiacciaio Willis è un ghiacciaio lungo circa 10 km situato nella regione centro-occidentale della Dipendenza di Ross, in Antartide. Il ghiacciaio, il cui punto più alto si trova a circa 1400 m s.l.m., si trova in particolare nella regione centrale della dorsale St. Johns, dove fluisce verso nord-est, partendo dal versante nord-orientale del picco Schist e scorrendo tra il monte Harker e la cresta Wise, parallelamente al ghiacciaio Dahe, fino a unire il proprio flusso a quello del ghiacciaio Debenham.

## Storia
Il ghiacciaio Willis è stato mappato dai membri della spedizione Terra Nova, condotta dal 1910 al 1913 e comandata dal capitano Robert Falcon Scott, ma è stato così battezzato solo in seguito dai membri della spedizione di ricerca antartica svolta dall'Università Victoria di Wellington nel 1959-60 in onore di I. A. G. Willis, un fisico facente parte della spedizione.